# Turbinicarpus hoferi
Turbinicarpus hoferi Lüthy & Lau es una especie fanerógama perteneciente a la familia Cactaceae. 

## Distribución
Es endémica de Nuevo Leon en México. Su hábitat natural son los áridos desiertos.  Es una especie  rara poco usual en colecciones.

## Descripción
Es una planta perenne carnosa y globosa con tallos armados de espinas, de color verde y con las flores de color blanco. 

## Nombre común
- Español: Biznaguita

## Sinonimia
- Pediocactus hoferi
- Neolloydia hoferi